# Perzyny (województwo wielkopolskie)
Perzyny – wieś w Polsce położona na terenie Bruzdy Zbąszyńskiej, w województwie wielkopolskim, w powiecie nowotomyskim, w gminie Zbąszyń. Wieś leży na wschodnim brzegu Jeziora Błędno (Zbąszyńskiego.
Wieś była wzmiankowana od 1425. Wcześniej nosiła nazwy Pyrzyny i Pierzyny oraz nieprawidłową Pierzyn. Około 1792 właścicielem Pierzyn był Stefan Garczyński. Pod koniec XIX wieku wchodziła w skład powiatu międzyrzeckiego i liczyła 42 domostwa z 271 mieszkańcami (w tym 9 ewangelików). Należała do hrabiego Lippe-Biesterfeld. Majątek (okręg dominialny) Pierzyny, w którego skład wchodził folwark Edmundowo liczył 5 domostw i 93 mieszkańców (46 katolików i 47 ewangelików). 
W latach 1975–1998 miejscowość administracyjnie należała do województwa zielonogórskiego.
Ludowa piosenka o miejscowym świniorzu z Pierzyn była wykonywana przez zespół „Mazowsze”.